# گمینا پاتسانوو
گمینا پاتسانوو (به لهستانی:  Gmina Pacanów) یک گمینا در لهستان است که در شهرستان بوسکو واقع شده‌است. گمینا پاتسانوو ۱۲۳٫۸۹ کیلومتر مربع مساحت و ۷٬۸۹۷ نفر جمعیت دارد.